# FN (motocyclettes)
 (août 2024).
Si vous disposez d'ouvrages ou d'articles de référence ou si vous connaissez des sites web de qualité traitant du thème abordé ici, merci de compléter l'article en donnant les références utiles à sa vérifiabilité et en les liant à la section « Notes et références ».
Pour les articles homonymes, voir FN.

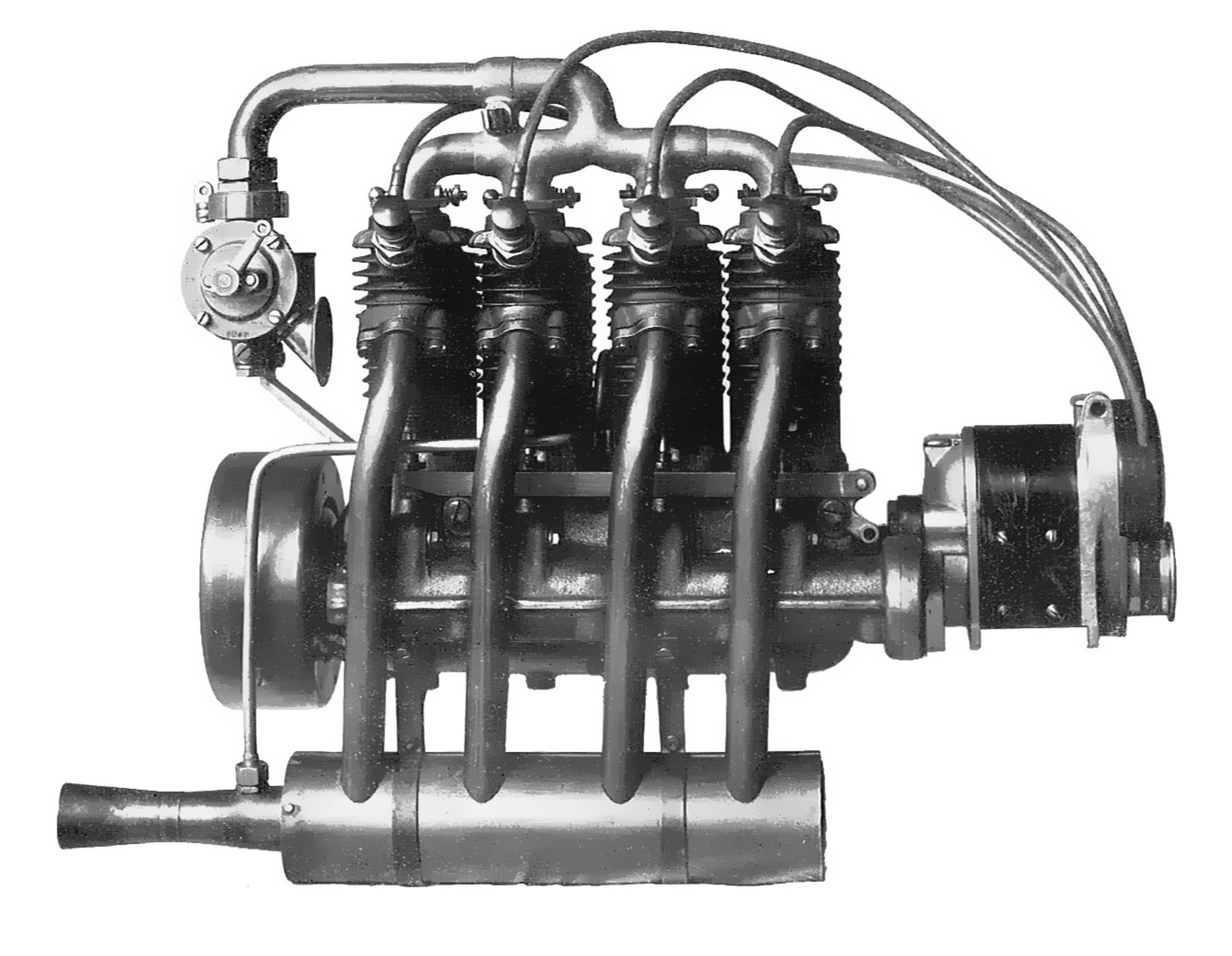
Le quatre-cylindres Moteur IOE avec soupape de renifleur.

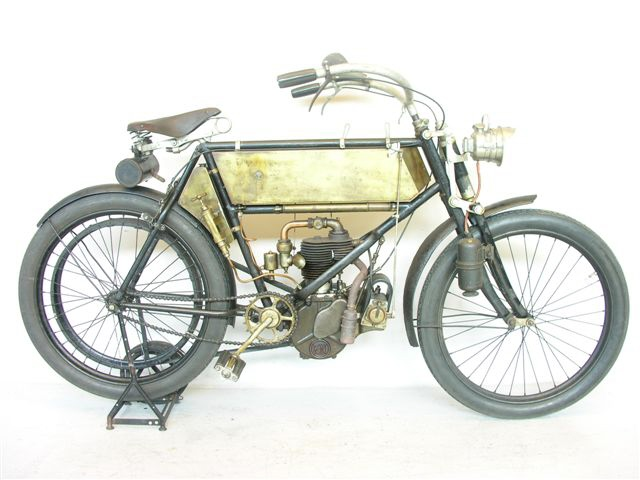
Moteur FN de 363cm³ quatre cylindres de 1905.

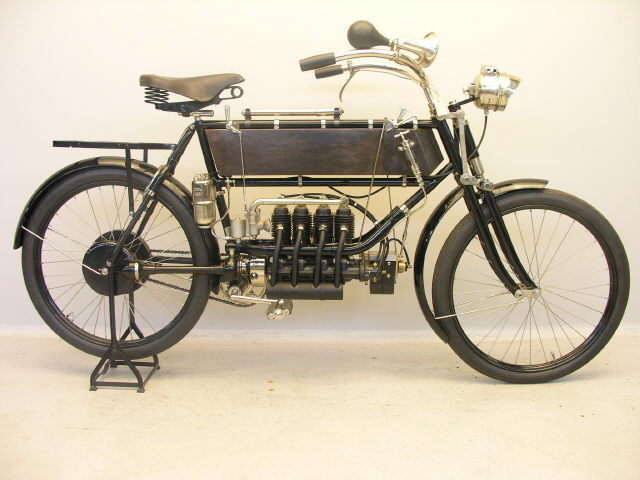
La FN 2¾ cv de 1904 avait déjà un vrai châssis de moto.

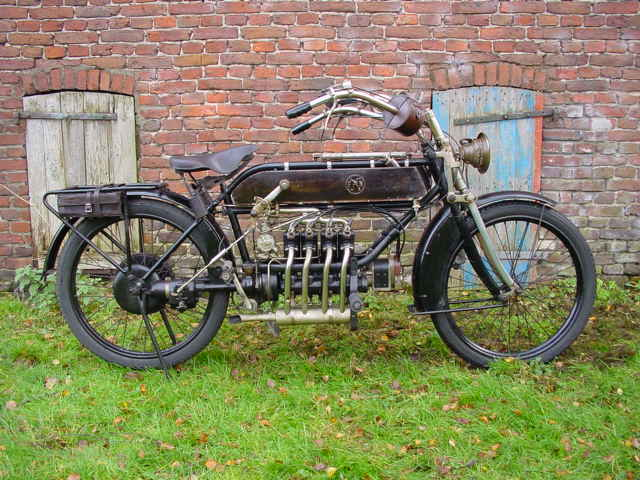
La FN-500cm³ quatre cylindres de 1913 ne devait plus être poussée ou pédalée au démarrage, elle était équipée d'un kick.

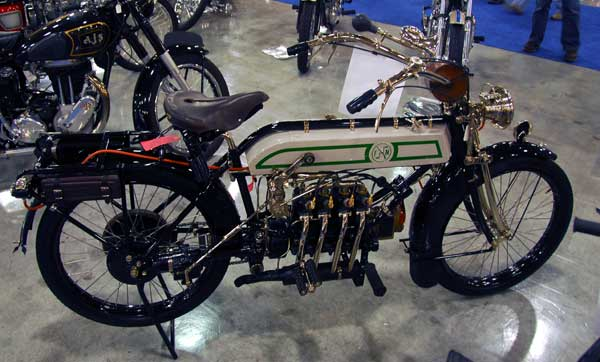
Une FN de 1913

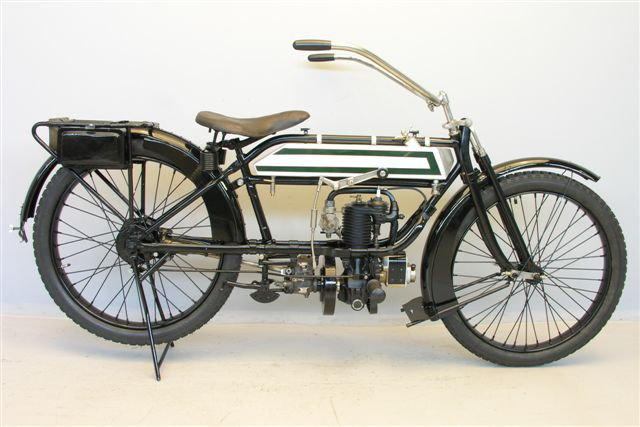
La FN 285T monocylindre de 1920.

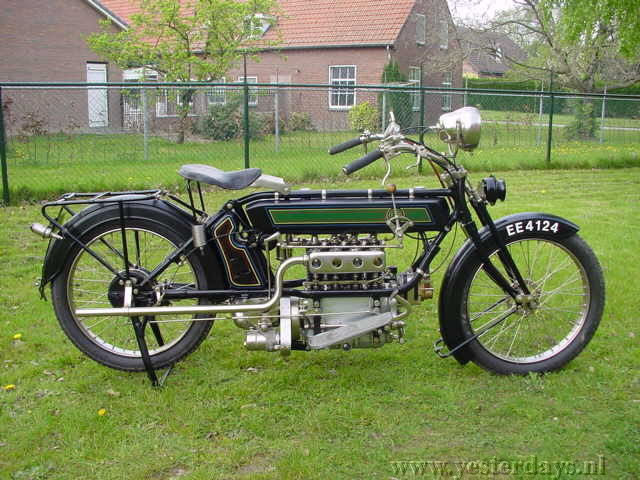
La FN-750cm³ quatre-cylindres de 1921.

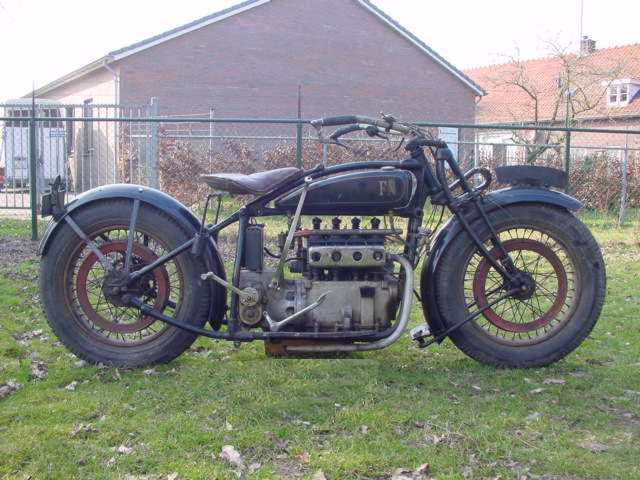
Une M50 de 1925. La machine fut présentée en 1923 et était entraînée par chaîne.

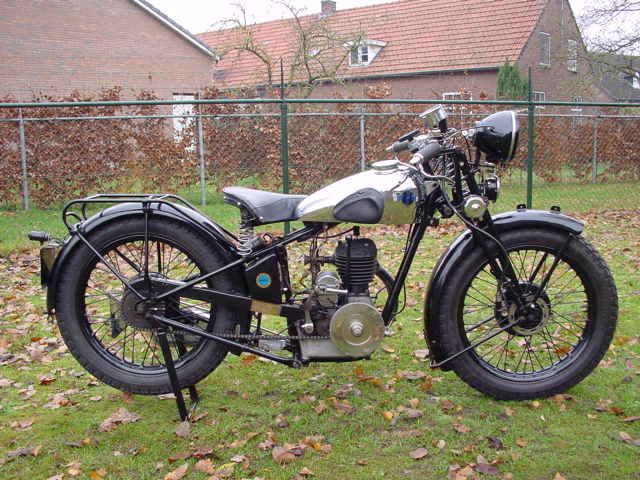
La FN M70 Sahara 350 cm³ de 1930.

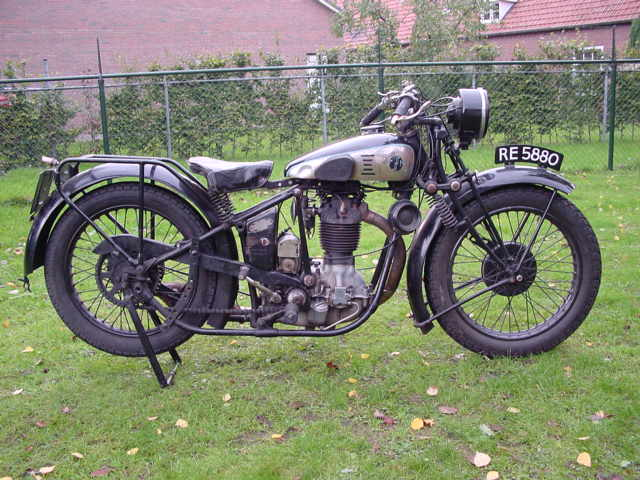
La FN M67 de 500 cm³ de 1932.

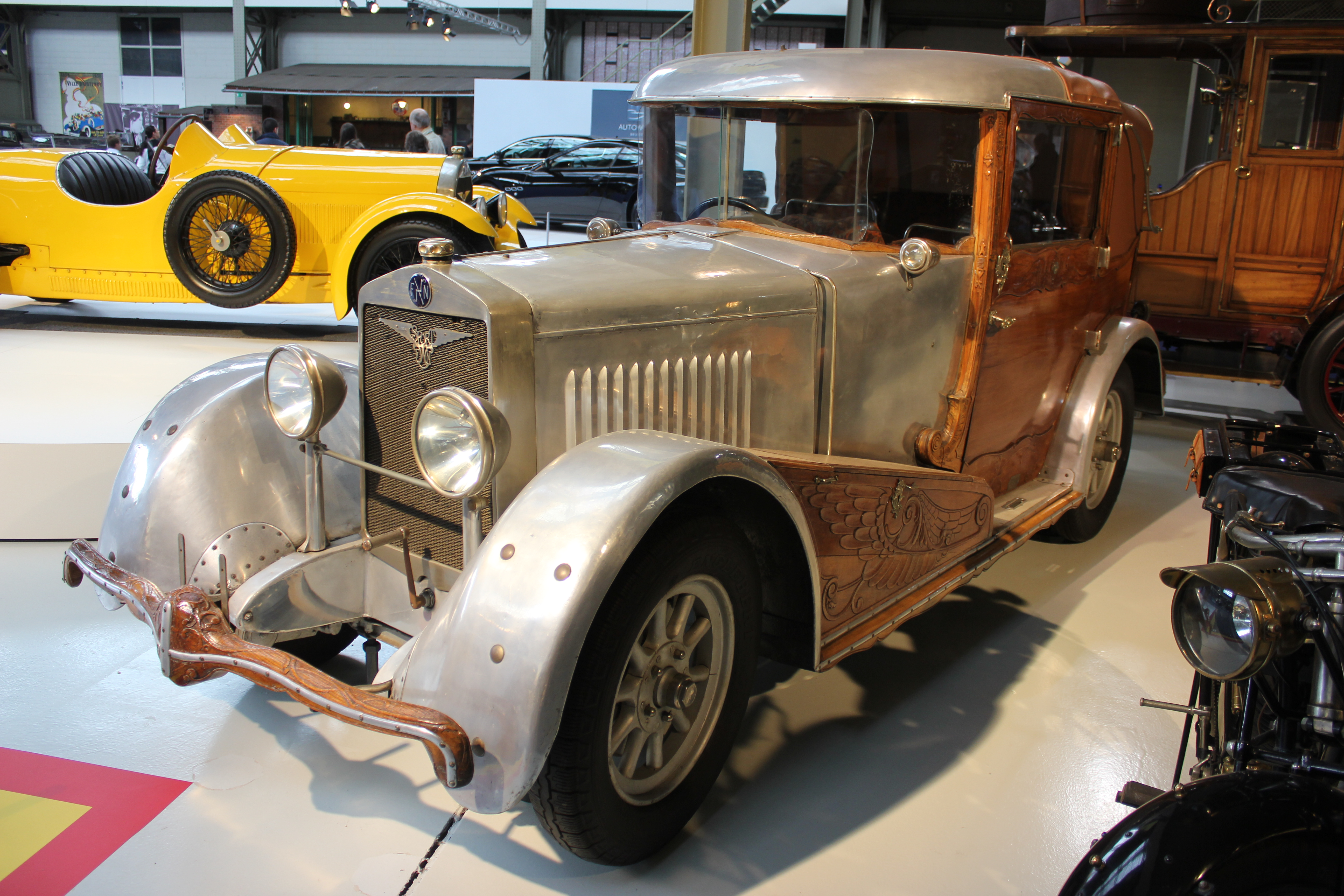
Une FN 1400S majoritairement en bois, ébénisterie finement travaillée.

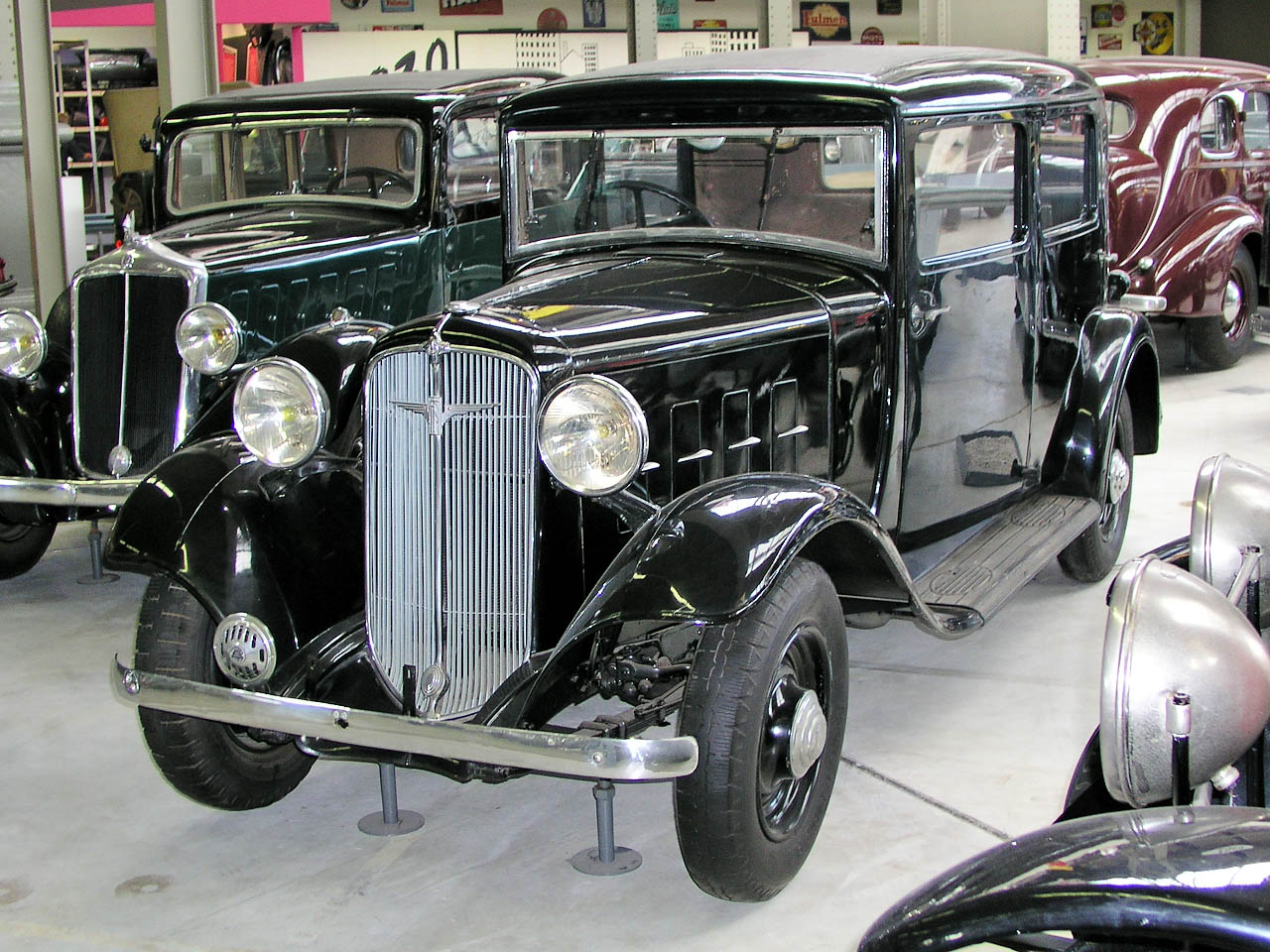
La berline FN Type 42 "Prince Baudouin".

La FN (pour Fabrique Nationale) est une usine d'armement belge qui s'est également fait connaître pour la production de motos, vendues sous le nom de BAM en Allemagne dans les années 1930.
La raison sociale était la Fabrique Nationale d'Armes de Guerre SA, Herstal. Les motos y furent produites de 1901 à 1959.

## Histoire
La FN fut fondée en 1889. En 1898, une bicyclette à entraînement par arbre fut mise au point et construite, et en 1900, une voiture, principalement en bois. Des essais avaient déjà été faits en 1896 avec des tricycles semblables au De Dion-Bouton et propulsés par un moteur à pétrole.

## Motocyclettes FN
En 1901 apparaît la première motocyclette : "l'âne". En effet, le représentant régional des vélos FN Joseph Houard commanda 100 vélos motorisés. Il avait lui-même pris l'initiative de monter un moteur français dans un cadre de vélo FN. L'entreprise a d'abord construit des blocs à quatre temps de 133 cm3 et 1¼ ch avec une soupape d'admission de renifleur qui ont été conçus par le constructeur automobile De Cosmo et développés en 1904. Cette première moto était surnommée « L'Âne ».
Des monocylindres de 188, 225 et 286 cm³ furent construits après cela, mais bientôt la FN devint connue pour ses moteurs à quatre cylindres. Le premier quatre cylindres produit en série était le FN-362cm³, conçu par l'ingénieur Clarus, Paul Kelecom et le dessinateur Edmond Couturier, en 1905.
Lorsque Paul Kelecom entre en service en 1905, il pousse encore le développement du quatre cylindres. À partir de 1906, le quatre cylindres évolue vers une cylindrée toujours croissante, atteignant 750 cm3 en 1913. Pendant la Première Guerre mondiale, l'usine est occupée par les Allemands et la production est arrêtée. Le quatre cylindres est resté en production jusqu'en 1926. Jusqu'en 1923, les motos avaient un entraînement par arbre, elles sont ensuite équipées d'une chaîne en raison des coûts inférieurs.
Entre 1901 et 1910, les blocs moteurs FN ont été vendus comme moteurs intégrés à des marques britanniques telles que Bowden, James, Montgomery, Diamond à Wolverhampton et Whippet, entre autres.
Entre-temps, la FN a également construit des monocylindres en plus des quatre cylindres. Le krach boursier de 1929 frappe également durement la FN : la production de motos chute de 15 000 en 1929 à 1 500 unités en 1935.
Pendant la Seconde Guerre mondiale, l'usine est immédiatement occupée par les Allemands. Après tout, FN était initialement une usine d'armement. La production de motos a été interrompue et tous les postes importants de l'entreprise ont été occupés par des Allemands.
Après 1945 apparaît la série XIII, qui se composait d'une moto de 450cc à soupapes latérales, d'une moto de 250cc à culbuteurs, d'une moto de 350cc à soupapes latérales et d'une moto de 350cc à culbuteurs. Cette série est produite jusqu'en 1958. En 1953, un moteur à deux temps de 175 cm³ est construit selon le système Küchen (un moteur à double piston ).
En 1954, des accords ont été conclus avec Saroléa sur le développement conjoint de modèles et le rebadging a été utilisé pendant une courte période. La firme arrêta cette pratique en 1956 à la suite des protestations des clients.
En 1955, Gillet avait également commencé à travailler avec la FN et Saroléa. On n'y construisait plus que des moteurs deux-temps, y compris un moteur ILO. À partir de 1955, les cyclomoteurs Royal Nord étaient toujours construits sous licence, mais gamme propre de modèles fut lentement mais sûrement supprimée. Les derniers exemplaires furent construits en 1967.

### Motocyclettes militaires FN
L'armée belge s'intéressait déjà aux motos bien avant la Première Guerre mondiale et en acheta, mais ces motos n'étaient pas adaptées à un usage militaire. En 1913, l'armée russe a également acheté 20 motos FN "normales". Les motos FN ont également été vendues à l'armée dans les années qui ont suivi la première guerre mondiale, mais ce n'est qu'en 1935 qu'il existe un "modèle de l'armée", la M86M, pour lequel la FN M86 a servi de base. Un certain nombre de ces machines - équipées d'un side-car furent fournies à l'armée chinoise . Au final, ces machines, peu modifiées, seront livrées dans douze pays. Alors que la menace de la Seconde Guerre mondiale augmente, la FN développe la combinaison side-car 1000SM avec soupape latérale - moteur boxer basé sur le moteur 1000cm³-M12. La version solo militaire s'appelait FN 12SM. La FN 1000 Tricar, très spéciale, fut également équipée de ce moteur boxer. Un prototype avec un moteur à soupapes en tête n'a pas atteint la production. Une version civile de ce Tricar fut commercialisée après la guerre, mais elle s'avéra quasiment invendable. Après 1945, une version militaire du 450cm³ M13 a été fournie à l'armée belge. Cependant, les tricycles ne sont pas oubliés à la FN : en 1960, un tricar léger pliable est développé pour l'armée de l'air belge. Cet AS24 était propulsé par un bloc deux temps 250cc ILO.

### Moteurs de compétition FN

#### Motos de course (1908 - 1939)
En 1908, deux motos quatre cylindres FN participent au Tourist Trophy de l'île de Man, prenant la troisième place, mais ce n'est qu'au début des années 1920 qu'un véritable département course voit le jour sous la houlette de Paul Kelecom. Il développa un monocylindre avec arbre à cames en tête et entraînement par arbre central . La 350cm³-M60 (à partir de 1923) et la 500cm³-M67 (à partir de 1927 environ) servaient de base aux modèles de course. Des courses de longue distance (épreuves de fiabilité) ont été organisées avec des moteurs FN à quatre cylindres.
En 1930, la FN a attiré Dougal Marchant, l'un des meilleurs ingénieurs de course, et Wal Handley, un pilote de course de haut niveau. Les contrats ont été résiliés au bout d'un an : ce projet était devenu un fiasco. La machine de Handley n'a pas réussi à arriver au TT de l'île de Man 1930, que Handley a néanmoins remporté sur une Rudge Ulster empruntée. Cependant, le recrutement de l'ingénieur Henri van Hout en 1932 est un grand succès. De nombreuses courses sont remportées et René Milhoux, entre autres, bat plusieurs records de vitesse. Pol Demeuter a remporté le 500cm³ Assen TT de 1934. La chute de Demeuter et Erik Haps lors de la course à Chemnitz a été un gros coup dur pour la FN. Au niveau national, FN a fait de bonnes affaires, y compris avec Milhoux, mais à l'international, ils ne pouvaient plus suivre, même pas avec les moteurs de course construits sur base de la M86. C'est pourquoi van Hout a développé la M14 bicylindre 500cm³ avec compresseur. Cette moto spéciale avait un seul carter, mais au-dessus se trouvaient en fait deux monocylindres, avec des cylindres séparés mais aussi des culasses séparées. À partir de 1938, cette moto est équipée d'une suspension arrière. De 1937 à 1939, la M14 fut utilisé par René Milhoux, Ginger Wood et Ted Mellors, mais connut de nombreux problèmes mécaniques. Milhoux a tout de même établi un record de vitesse en side-car. L'effort de guerre à la fin des années 1930 a entravé le développement des machines de vitesse.

#### Motos tout-terrain (1945-1958)
Après la Seconde Guerre mondiale, la FN montre plus d'intérêt pour le motocross. Sur base des modèles d'avant-guerre M11 et M15, des blocs rapides ont été développés qui ont également été utilisés sporadiquement dans la course sur route ( side-car ). Les machines de motocross étaient trop lourdes, et avaient une fourche oscillante traînée avec une suspension en caoutchouc à l'avant et à l'arrière. La FN fut rapidement contrainte de monter des cadres plus légers, et des fourches télescopiques Norton ont également été installées. Désormais les succès arrivent : Victor Leloup devient champion d'Europe en 1951 et René Baeten même champion du monde en 1958. De plus, la FN a développé une moto d'essai de 175 cm³ basée sur la M22, avec un moteur deux temps Küchen à deux cylindres. Cependant, la cylindrée a dû être réduite conformément à la réglementation, probablement parce que le bloc Küchen n'était pas fait pour une utilisation en compétition et avait donc quelques cm³ de trop.

## Motos BAM
On construisit des moteurs deux-temps pendant les années de crise. À partir de 1933, la FN s'appelle BAM ( Berliner - Achener Motorenwerke AG) en Allemagne pour des raisons politiques. Pendant le «Troisième Reich», il était pratiquement impossible d'exporter des motos vers l'Allemagne, surtout pour une usine d'armement étrangère comme la FN ! C'est pourquoi l'importateur FN d'Aix-la-Chapelle a donné son nom aux motos FN, qui étaient désormais officiellement «allemandes». En réalité, il s'agissait de machines FN ordinaires à deux temps de 198 cm³ et à quatre temps de 346 cm³ et 497 cm³.

## Voitures FN
En 1900, FN a commencé à produire des voitures. En plus des limousines élégantes, elle fabriquait également des voitures de sport. Jusqu'à la Première Guerre mondiale, FN a pu suivre la concurrence, mais ils ont ensuite raté la bataille. Il a été décidé de se concentrer sur les motos et les armes.

## Chronologie FN
- 1889 : À partir du groupe des Fabricants d'Armes Réunis (fondé en 1886) est créée la Fabrique Nationale d'Armes de Guerre. C'est une association d'artisans indépendants.
- 1892 : Les premiers fusils FN ( Mausers produits sous licence) sont livrés à l'armée belge.
- 1896 : Essais de véhicules à trois roues à moteur à pétrole.
- 1900 : Expériences avec des véhicules électriques, et première voiture.
- 1901 : Première moto (133cm³) : Le «petit âne».
- 1903 : la cylindrée est portée à 188 cm³.
- 1904 : la cylindrée est portée à 300 cm³.
- 1905 : Présentation du quatre cylindres 362 cm³.
- 1906 : Le quatre cylindres passe à 410 cm³.
- 1907 : Présentation du nouveau monocylindre 224 cm³.
- 1909 : Le monocylindre reçoit un embrayage, deux vitesses et 247 cm³.
- 1910 : Le quatre cylindres passe à 492 cm³.
- 1912 : Le monocylindre passe à 285 cm³.
- 1913 : kick et embrayage sur le quatre cylindres, présentation du «modèle 700», un quatre cylindres de 750 cm³.
- 1914 - 1918 : Usine occupée par les Allemands et arrêt de la production.
- 1923 : Présentation de la monocylindre 350 cm³ M60 à soupapes en tête et de la moto 750 cm³ M50 quatre cylindres. La M50 reçoit des soupapes d'admission contrôlées, mais elle reste un moteur à soupapes de tête / latérales. La moto a un entraînement par chaîne.
- 1926 : Fin de la production des quatre cylindres.
- 1927 : Présentation du moteur monocylindre 350 cm³ M70 à soupapes latérales
- 1929 : Krach boursier, chute brutale de la production.
- 1930 : La gamme de modèles comprend trois types : M60, M70, M67 (500 cm³ avec moteur à soupapes en tête)
- 1931 : Présentation de la M90 équipée d'un moteur de 500 cm³ à soupapes latérales.
- 1932 : Présentation du premier (200 cm³) deux temps, recrutement de l'ingénieur Henri van Hout.
- 1933 : Création de Berlin-Aachener Motorenwerke grâce à une coopération avec l'importateur allemand. Jusqu'en 1937, les machines FN sont vendues en Allemagne sous le nom de "BAM".
- 1934 : Présentation de la M86, dotée d'un moteur à soupapes en tête de 500 cm³, il y aura aussi une version 600 cm³ pour une utilisation en side-car. Présentation de l'accélérateur rotatif sur tous les modèles. La M14 (une machine de course à deux cylindres) est en cours de développement.
- 1936 : Les motos tout-terrain sont travaillées, la M70 est améliorée (y compris le changement de vitesse au pied) et devient la M71.
- 1937 : La M86 Spéciale 500 de série arrive sur le marché. Présentation de la M11, disponible en version 350cm³ à soupapes en tête et 500cm³ et 600cm³ à soupapes latérales. Présentation également de la 1000cm³-M12 (pour side-car ) avec moteur boxer et arbre de transmission, quatre vitesses avant, une marche arrière et une boîte de transfert, ce qui signifie que huit vitesses sont effectivement disponibles. Amélioration des motos tout-terrain. Fin de la collaboration avec BAM.
- 1939 : FN, Gillet et Saroléa travaillent ensemble sur du matériel militaire. FN a développé un tricar militaire basé sur la M12, qui peut accueillir 5 personnes ou 550 kg de charge.
- 1940 - 1945 : Usine réoccupée par les Allemands et production de motos suspendue.
- 1946 : Présentation de la M13, initialement avec moteur 448 cm³ à soupapes latérales, plus tard avec moteur 250 cm³ à soupapes en tête
- 1947 : Présentation de la version version 350cm³ de la M13.
- 1948 : La M13 est livrée avec un side-car Précision.
- 1950 : Présentation de la version 500 cm³ à soupapes en tête de la M13.
- 1952 : Présentation de la M20-500cm³ bicylindre, qui n'entre pas en production.
- 1953 : Présentation de la M22, avec un moteur deux temps Küchen de 175 cm³.
- 1954 : Second prototype de la M20, qui là encore n'entre pas en production. Collaboration (ingénierie des badges) avec Saroléa : les motos des deux usines portent le logo de l'autre sur le réservoir.
- 1955 : Production de cyclomoteurs Royal Nord sous licence, présentation d'un modèle 250cm³ avec moteur ILO, qui (comme la version Küchen) est désigné M22. Également production de modèles FN 175cm³ et 250cm³ par Saroléa sous licence.
- 1957 : Fin de production de certaines versions de la M22. Présentation du cyclomoteur Super Sport.
- 1958 : Fin de production de la série M13.
- 1959 : La gamme de modèles est encore réduite : Seuls les M22 en versions 175cm³ et 250cm³ sont disponibles, en plus d'un certain nombre de cyclomoteurs.
- 1961 : Présentation du modèle 75cm³
- 1962 : Fin dmodèle M22 de 175cm³, présentation du cyclomoteur sportif FN Rocket.
- 1962 - 1967 : Plusieurs modèles légers à deux temps continuent d'être produits.
- 1967 : Fin des activités de la FN en tant que constructeur de motos et cyclomoteurs.

## Spot et surnoms
- L'âne : la première moto FN, la 133 cm³ 1,25 cv de 1901 (car le moteur était placé très haut)
- Moulin Rouge : 1927 FN M70 (à cause du grand volant extérieur rouge)
- La voiture à deux roues : Le quatre cylindres 1905 FN